# Яковлев, Михаил Данилович
Михаи́л Дани́лович Я́ковлев (8 (21) ноября 1910, с. Петропавловка, Харьковская губерния — 16 июля 1999, Москва) — советский дипломат. Чрезвычайный и полномочный посол.

## Биография
Член ВКП(б). Кандидат экономических наук (1948), профессор (1967). Окончил юридический факультет Ленинградского университета (1931).
- В 1939—1941 годах — слушатель Высшей партийной школы при ЦК ВКП(б).
- В 1941—1950 годах — сотрудник аппарата ЦК ВКП(б).
- В 1950—1952 годах — заместитель заведующего Отделом науки ЦК ВКП(б).
- В 1955—1957 годах — заместитель председателя Государственной плановой комиссии СМ СССР.
- В 1957—1958 годах — заместитель председателя Государственного комитета по культурным связям с зарубежными странами при СМ СССР.
- В 1958—1960 годах — заместитель председателя Совета Министров РСФСР.
- С 16 апреля 1959 по 5 августа 1960 года — министр иностранных дел РСФСР.
- До 18 января 1961 года — член Бюро ЦК КПСС по РСФСР.
- С 2 августа по 18 сентября 1960 года — чрезвычайный и полномочный посол СССР в Конго (Леопольдвиль).
- С 15 октября 1961 по 7 августа 1965 года — чрезвычайный и полномочный посол СССР в Ираке.
- С августа 1965 по сентябрь 1968 года — ректор ВДШ МИД СССР.
- С сентября 1968 по май 1971 года — ректор МГИМО МИД СССР, член Коллегии МИД СССР.
- С 23 мая 1971 по 4 сентября 1982 года — чрезвычайный и полномочный посол СССР в Швеции.

После 1982 года преподавал в Дипломатической академии МИД СССР.

## Семья
Был женат на Яковлевой (Лисовской) Евгении Ивановне. Дочери: Яковлева (Чернявская) Оксана Михайловна и Яковлева (Ананьина) Галина Михайловна. Братья:
Яковлев, Василий Данилович (26.1.1909—2.1.1980, вице-адмирал), Яковлев Юрий Данилович (вице-адмирал)